# Truck Racing

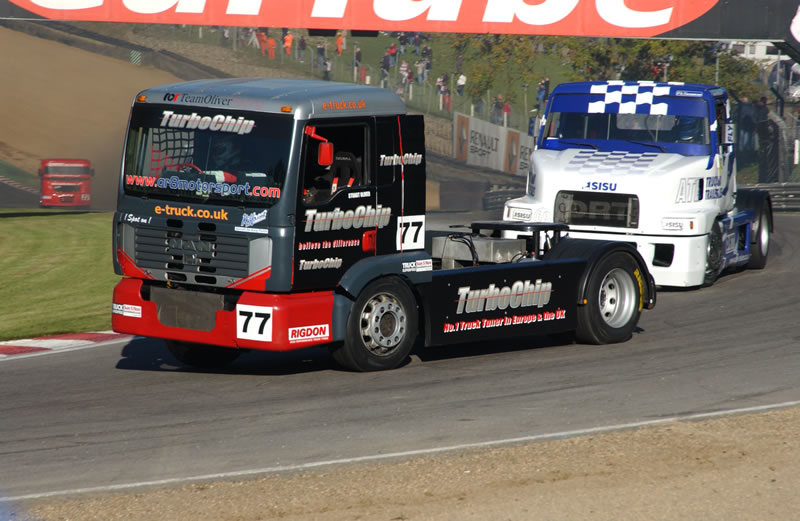
Truck Racing 2006-ban

A Truck Racing kifejezésen Európában a Nemzetközi Automobil Szövetség (FIA) által rendezett kamionos Európa-bajnokságot szokták érteni. Hivatalos neve FIA European Truck Racing Championship (FIA ETRC).
Minden kontinensen rendeznek futamokat. Kontinensünkön kerül megrendezésre az Európa-bajnokság, illetve angol, francia, spanyol és finn nemzeti bajnoki sorozatok is vannak . A leghíresebb és leglátványosabb versenyek Brazíliában kerülnek megrendezésre, továbbá van ausztrál és kínai bajnokság is. Dél-Afrikában jelenleg próbálnak FIA mintára indítani egy bajnokságot.

## Történelem
- 1985: A Truck Race versenysorozat első futama az angliai Doningtonban.
- 1986: Első futam a Nürburgringen. 9 nemzet 60 versenyzője rajtol el a módosított széria kamionjaikkal.
- 1989: A Mercedes és a Bickel-Tuning műhely építi meg az első versenyre szánt kamiont.
- 1991: Majdnem minden márka képviselteti magát az akkori C osztályban. A Mercedes és a Phoenix-MAN mellett jelen van még a Scania, Volvo és a Renault.
- 1992: Egyre professzionálisabb lesz a versenykamionok kialakítása. Játszva elérik a 200 km/h-t és ez vezet a sebességkorlát feloldása körüli vitákhoz.
- 1993: A részt vevő csapatok rajtpénzben részesülnek. Ez évig létező 3 csoport: A osztály (11950 ccm-ig); B osztály (14100 ccm-ig); C osztály (18500 ccm-ig) 12 versenyt jelent hétvégenként.
- 1994: Már csak két osztály létezik: Super Race Trucks (nagyobb osztály), Race Trucks (kisebb osztály)
- 1995: A finn Sisu gyár visszalép a versenyzéstől, de kamionjai továbbra is jelen vannak a bajnokságban privát csapatok gépeiként. A Truck-Grand Prix 10 éves jubileumát ünnepli.
- 1996: A DAF 2 darab Super Race Truck-kal beszáll a küzdelmekbe. Az Eurosport saját műsorban tudósít a tíz európai futamról.
- 1997: Már nagyon nagy teljesítményre képesek a kamionok, ami a szabályzat átdolgozására sarkall. A sebességkorlátozás kérdése újra felmerül. Először jelennek meg versenyre épített kamionok a kisebb osztályban.
- 1998: A Mercedes bemutatja teljesen új versenykamionját, az Atego-t. Ludovic Faure bajnok lesz a Tiger Racing-Team színeiben.
- 1999: Az Eurosport újra rendszeresen közvetíti az eseményeket. Világszerte nézők millióit ejti ámulatba a sport, ennek ellenére a DAF a szezon végén kiszáll.
- 2001: Az MAN a szezon közepén bejelenti, hogy kiszáll a Super Race Truck bajnokságból. Gyakorlatilag az összes címet megnyerik. Az utolsó gyári csapat, a Mercedes bennmaradása értelmetlenné válik.
- 2002: Először versenyeznek a Super Race Truck osztályban csak privát csapatok. A Race Truck osztályban az MAN-es csapatok gyári támogatást kapnak. A Super osztály csapatai által 2001-ben alapított Truck Sport Management AG a teljes bajnokság piacosítását kezébe veszi.
- 2003: A helyzet stabilizálódik, a Super osztály csapatai gyártó nélkül is rendezik soraikat. Az MAN a kisebb osztály támogatásán serénykedik, sikeresen: az összetett első három helyezettje müncheni technikával nyer. Az FIA érthetetlen döntéseket hoz, amik nem vezetnek az Európa-bajnokság megnyugvásához.
- 2004: A szezon végén először ír ki az FIA tendert a piaci jogok eladására. A 2003-as gumibotrány után egy gumiabroncs-beszállító is kerestetik. A kisebb osztályban egyre nagyobb a tumultus, és egyre több a professzionális csapat, míg a Super osztályban egyre kisebb a tolakodás. A tévéközvetítés Németországban az N24-hez kerül.
- 2005: Először rajtol a Super Race Truck osztályban csak két komolyan vehető kamion. A kevés részvevőre való tekintettel a FIA nem tudja bajnokságként értékelni a versengést, és szinte semmi esély a 2006-os folytatásra. A másik oldalon a kisebb osztályban óriási a túljelentkezés.
- 2006: Sok év után, most fordul elő először, hogy csak egy verseny osztályba lehet nevezni. Minden járműre azonos szabályok vonatkoznak, ami persze a profiknak kedvez.A Truck-Grand Prix német rendezője először próbálja ki az FIA fennhatóság nélküli futamrendezést: az International Truck Masters Germany a nürburgringi pályán kerül megrendezésre.
- 2007: A szezon végén a Mercedes bejelenti, hogy végleg kiszáll a kamion versenyzésből. Ebben az évben még a Team Hahn-t támogatják. A nürburgringi Truck-Grand Prix visszatér a FIA zászlaja alá, a csapatok, a nézők és az ipar legnagyobb örömére.
- 2008: A cseh Buggyra Freightlinerek uralják a mezőnyt. A doningtoni pálya versenynaptárba való visszatérési kísérlete elbukik. Az Európa-bajnokságot továbbra is csak a kontinensen rendezik meg. Magyar csapattal bővül a bajnokság.[1]
- 2009: Túraautó bajnokságból átvett szabályok érdekesebbé teszik a versenyzést. A próbálkozás, hogy a versenyt visszahozzák a Hungaroringre, elbukik.
- 2011: Kiss Norbi újoncként az OXXO RACING TEAM  versenyzőjeként első futamon pontszerző a második futamon futamgyőzelmet szerzett és összetettben 12 helyet szerzi meg.
- 2012: Kiss Norbi első teljes versenyévad a kamionsportban ami és megszerzi az összetett 10. helyet
- 2013: Kiss Norbi FIA TRUCK RACING összetett 4. helyen végez
- 2014: Kiss Norbi megnyeri a bajnokságot és a magyar motorsport egyik legnagyobb sikerét éri el 2014 FIA European Truck Racing Championship bajnoka lesz.

## Versenyhelyszínek
Az FIA ETRC versenysorozat 9-10 versenyhétvégével rendelkezett az utóbbi években. Spanyolországban (Albacete, Barcelona, Jarama) és Franciaországban (Nogaro, Le Mans) hagyományosan több futamot is tartanak. Kelet Európában csak a csehországi Most rendez futamokat kamionok számára. Ezen kívül Olaszország (Misano), Belgium (Zolder), Hollandia (Assen) rendezett futamokat az elmúlt években. Minden évben a szezon legkiemelkedőbb eseménye a Nürburgringi Truck Grand Prix. A németek hatalmas fesztivállá növesztették az elmúlt negyed évszázadban a rendezvényt. (2010-ben lesz a 25. évforduló) Country zenei fesztivál, óriási ipari expo és az utóbbi években a Truck Trial Európa-bajnokság futamával is kiegészítik a rendezvényt. Nem ritka a 200 ezer látogató, amivel a Forma 1 távollétében az év legnagyobb és legjelentősebb rendezvénye a nürburgringi versenypályának.
A Hungaroringen utoljára a 80-as évek végén volt jelen a sorozat. 2008 óta magyar csapat is résztvevője a bajnokságnak, így újra kísérletet tesznek a szervezők egy futam megrendezésére Magyarországon. 2010 kudarcba fulladt, most 2011 a kijelölt dátum.

## Külső hivatkozások
- Truck Racing hírek németül/angolul
- Truck Racing hírek franciául
- FIA Truck Racing oldala
- Angol bajnokság
- Brazil Fórmula Truck bajnokság
- Finn bajnokság[halott link]
- Team Hahn
- Oxxo Racing
- Éder MANufaktúra
- Kiss Norbi Európa Bajnok kamionversenyző
- Motorsport Truck Race